# 金子馬之助
金子 馬之助（かねこ うまのすけ、1858年〈安政5年〉 - 1923年〈大正12年〉10月17日）は、明治時代の神奈川県の自由民権運動家。武蔵国都筑郡石川村（現在の神奈川県横浜市青葉区元石川町）出身。1887年（明治20年）頃までに加藤家に養子に入り、加藤 馬之助を名乗る。

## 経歴
1858年（安政5年）、武蔵国都筑郡石川村の農家の長男として生まれる。当時の金子家の持高は15石6斗9升、農間の余業として濁り酒を作っており、村では上農の部類に属した。弟の萬助は後に村会議員、郡会議員、県会議員などを歴任する政治家となった。
子供の頃は村内の寺子屋で読み書きを学び、「九歳の時には百人一首をそらで詠んだ」といわれる。その後、東京に遊学し、福沢諭吉が主宰する交詢社に入る。
帰村後の1877年（明治10年）頃に家督を相続するが、家業よりも自由民権運動に力を注ぐようになる。1880年（明治13年）2月には都筑郡川和村（現在の横浜市都筑区川和町）の瑞雲寺に設置された共愛社の社員となる。共愛社は貧民子弟への不慮時の救済及び教育補助などを目的とした。3月7日には石川村に育英社を自ら設立する。育英社は少年子弟の教育に重点を置いた。当時の東京横浜毎日新聞には、「育英社ハ文章を以て少年子弟を薫陶し、共愛社は言論を以て壮年父兄を誘導する目的なり」と書かれている。翌年には佐藤貞幹らにより相東社や攻玉会が設立されることになるが、馬之助は県下での民権結社設立の先駆けとなった。
1881年（明治14年）11月3日、石坂昌孝が原町田村（現在の東京都町田市原町田）に設立した融貫社の創立委員として、佐藤貞幹、桜井光興らとともに加わる。同月18日には、原町田に新聞社を設立する件で石坂昌孝と共に溝口村の上田家を訪れているが、新聞発刊の試みの詳細は不明である。
1882年（明治15年）5月20日付けで、金子家は家督を馬之助から父・金右衛門に戻す。12月、自由党に入党する。
1887年（明治20年）8月1日から翌1888年（明治21年）3月31日まで、石川学校の教師を務める。1892年（明治25年）8月から11月までは山内村の助役、11月から翌1893年（明治26年）5月までは山内村の村長を務める。
1893年（明治26年）4月に川和の瑞雲寺で開催された都筑郡倶楽部設立懇親会では、佐藤貞幹らとともに発起人として名を連ねた。 
1898年（明治31年）3月27日、衆議院選で当選した山田泰造の当選祝賀会を主催し、石川の満願寺で参加者300名余りを集めて開催する。
こうした民権運動の合間には俳句を嗜み、都石園都石の俳号を持つ宗匠として各地の句会にも招かれた。
晩年は山梨県上野原町に住むが、弟が戸主となった実家の金子家に長く滞在することもあった。1923年（大正12年）10月17日、上野原町にて死去。享年66歳。墓地は横浜市青葉区あざみ野の満願寺。自ら付けた戒名は光峰院文海都石居士。墓石の側面には辞世の句が刻まれている。